# Ayvansaray

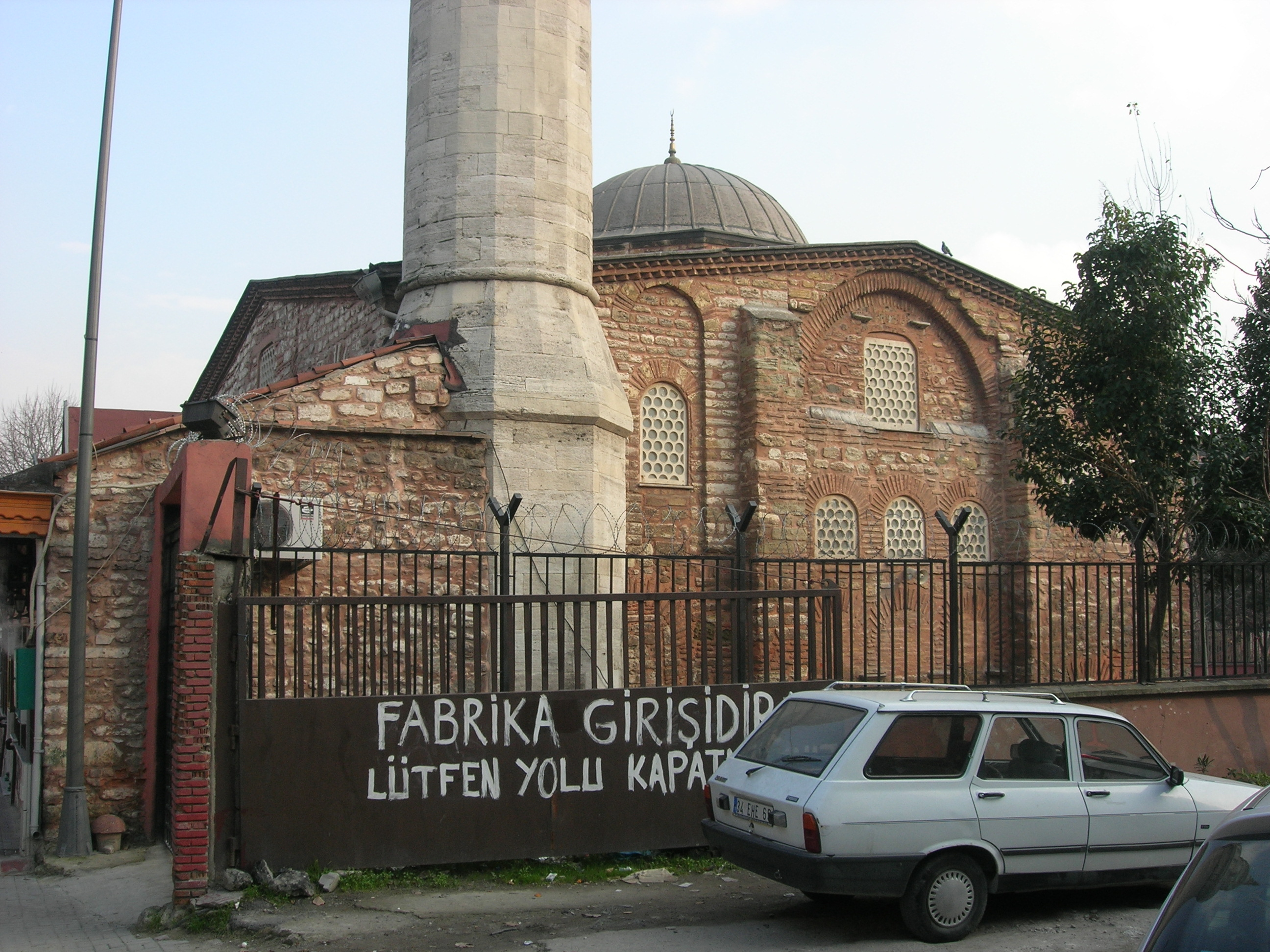
Moschea Atik Mustafa Pasha ad Ayvansaray

Ayvansaray è un quartiere di Istanbul in Turchia. Esso è parte del distretto di Fatih in prossimità delle mura di Costantinopoli. Si trova tra la sponda sud del Corno d'Oro, la sezione delle Blacherne delle mura, ed i quartieri di Balat e Edirnekapı. Corrisponde al vecchio quartiere delle Blacherne (Vlachèrnae in greco). Il nome Ayvansaray ("Palazzo Alto") rievoca il Palazzo di Alessio I Comneno (oggi scomparso), che faceva parte del Palazzo delle Blacherne
Ayvansaray ospita diversi monumenti, tra cui la moschea di Atik Mustafa Pasha (l'antica chiesa bizantina di Santa Tecla), la chiesa di Santa Maria delle Blacherne (avente la stessa dedica della grande basilica distrutta da un incendio nel 1438), comprendente l'omonima sacra fonte (Hagiasma) e il Palazzo del Porfirogenito (ora restaurato), già compreso nel complesso del Palazzo delle Blacherne. Esso è un quartiere molto pittoresco.